# 지바현 제10구
지바현 10구(일본어: 千葉県第10区)는 일본의 중의원 선거구이다. 1994년 일본 공직선거법 개정으로 신설되었다.

## 지역
- 조시시
- 나리타시
- 소사시
- 아사히시
- 가토리시
- 가토리군
- 산부군 요코시바히카리정 (옛 히카리마치 지역만 해당)